# Ивацевичский район
Иваце́вичский райо́н (бел. Івацэвіцкі раён) — административная единица на севере Брестской области Республики Беларусь. Административный центр — город Ивацевичи.
Численность населения — 49 467 человек (на 1 января 2025 года).

## География
Площадь — 3 тыс. км² (3-е место среди районов, 9 % от территории области), в том числе 1374 км² приходится на лесные угодья и 747,7 км² — на сельхозугодья.
Один из крупнейших районов в Брестской области. Протяжённость границ района превышает 250 км. Протяжённость района с запада на восток — 83 км, с севера на юг — 66 км. Район граничит на востоке с Барановичским, Ляховичским и Ганцевичским районами, на юге — с Пинским, на юго-западе — с Ивановским, на западе — с Берёзовским, на северо-западе — с Пружанским и на севере — со Слонимским районом Гродненской области.
Район условно делится на три зоны: бытенскую, коссовскую, телеханскую.

### Природные условия
В районе преобладают торфяно-болотные и болотные почвы, занимающие 52 % общей площади землепользования. 45,8 % территории района занято лесами, 11 озёр занимают площадь 5 тыс. га, самое крупное из которых — Выгонощанское, площадью 2600 га.
В телеханской зоне размещается филиал Беловежской пущи.
По территории района протекают река Щара с притоком Гривда, также река Бронная, река Запруда, река Федоска. Чемеловское водохранилище. По территории района проходит Огинский канал, который берет свое начало от озера Выгонощанское, а также Коссовский канал.

### Климат
Средняя температура января −5,5 °C. Средняя температура июля +18,5 °C. Среднее количество осадков за год — 595 мм.

### Геология
В тектоническом отношении северная часть района относится к Ивацевичскому погребенному выступу Белорусской антеклизы. Сверху залегают породы четвертичного периода мощностью 60-80 м, в ледниковых ложбинах до 125 м. Составлены из флювиогляциальных и моренных отложений сожского ледника. Ниже залегают водно-ледниковые и моренные образования березинского горизонта. Четвертичную толщу подстилают неогеновые и палеогеновые пески, алевролиты (мощностью до 40 м), расширенные на западе района. Почти повсеместно развиты меловые мощностью до 67 м (мел, мергель, пески), вендские и рифейские мощностью до 170 м песчано-глинистые и в меньшей степени вулканогенно-осадочные образования. Мощность платформенного чехла 350-450 м. Поверхность кристаллического фундамента на отметках 100-250 м ниже уровня моря.

### Флора и фауна
На территории района выявлены 73 вида диких животных и 29 видов дикорастущих растений, включенных в Красную книгу Республики Беларусь. По оценкам экспертов, такой уровень биологического разнообразия является одним из самых высоких в Беларуси. На территории района находятся устойчивые популяции таких видов, как большой подорлик (Aquila clanga), дупель (Gallinago media), орлан-белохвост (Haliaeetus albicilla), веретенник большой (Limosa limosa), бородатая неясыть (Strix nebulosa).

## Геральдика
Герб и флаг учреждены Указом Президента Республики Беларусь от 2 декабря 2008 года № 659 и зарегистрированы в Государственном геральдическом регистре Республики Беларусь 23 января 2009 года № Б-137 и № Б-138.
В 2003 году рабочая комиссия по геральдике, созданная при координационном совете по охране материального и духовного наследия, одобрила описанный вариант герба, который был рассмотрен и принят на 3-й сессии Ивацевичского районного Совета депутатов 23 сентября 2003 года.

## История
Район был образован 15 января 1940 года с центром в городе Коссово и именовался Коссовским. В 1947 году по решению Совета Министров БССР рабочий посёлок Ивацевичи получил статус городского посёлка. Тогда же сюда был перенесён и районный центр.
14 октября 1957 года к району была присоединена часть упразднённого Бытенского района (5 сельсоветов), 8 августа 1959 года — часть упразднённого Телеханского района (3 сельсовета). 
25 декабря 1962 года Ивацевичский район был упразднён, а его территория включена в состав Берёзовского района. 
6 января 1965 года Ивацевичский район восстановлен с центром в Ивацевичах, причём к его территории была отнесена также часть Пинского района — городской посёлок Телеханы и 4 сельсовета.
28 мая 1966 года Ивацевичи получил статус города.
20 октября 1995 года административные единицы Ивацевичский район и город Ивацевичи, имеющие общий административный центр, объединены в одну административную единицу — Ивацевичский район.

## Административное устройство
На территории района 1 горисполком — Коссовский и 10 сельсоветов:
- Бытенский
- Вольковский
- Житлинский
- Квассевичский
- Милейковский
- Речковский
- Святвольский
- Стайковский
- Телеханский
- Яглевичский

Упразднённые сельсоветы:
- Выгонощанский
- Козикский
- Коссовский
- Добромысленский
- Домановский
- Любищицкий
- Обровский
- Омельнянский
- Подстаринский

## Население
Численность населения — 49 467 человек (на 1 января 2025 года), в том числе городское — 27 758 человек (Ивацевичи — 22 264 человек, Коссово — 1 837 человек, Телеханы — 3 657 человек), сельское — 21 709 человек.
Население — 52 626 человек (на 1 января 2021 года), из них 28 179 городского населения. Городские населённые пункты — город Ивацевичи (22 522 человека), город Коссово (1919 человек) и посёлок Телеханы (3738 человек).
| Численность населения (по годам) | Численность населения (по годам) | Численность населения (по годам) | Численность населения (по годам) | Численность населения (по годам) | Численность населения (по годам) | Численность населения (по годам) | Численность населения (по годам) | Численность населения (по годам) | Численность населения (по годам) | Численность населения (по годам) |
| 1996                             | 2001                             | 2002                             | 2003                             | 2004                             | 2005                             | 2006                             | 2007                             | 2008                             | 2009                             | 2010                             |
| -------------------------------- | -------------------------------- | -------------------------------- | -------------------------------- | -------------------------------- | -------------------------------- | -------------------------------- | -------------------------------- | -------------------------------- | -------------------------------- | -------------------------------- |
| 67 500                           | ▲68 467                          | ▼67 479                          | ▼66 468                          | ▼65 366                          | ▼64 394                          | ▼63 481                          | ▼62 359                          | ▼61 602                          | ▼60 829                          | ▼60 002                          |
| 2011                             | 2012                             | 2013                             | 2014                             | 2015                             | 2016                             | 2017                             | 2018                             | 2019                             | 2020                             | 2021                             |
| ▼59 159                          | ▼58 371                          | ▼57 635                          | ▼56 985                          | ▼56 281                          | ▼55 320                          | ▼54 762                          | ▼54 306                          | ▼53 680                          | ▼53 399                          | ▼52 626                          |
| 2022                             | 2023                             | 2024                             | 2025                             |                                  |                                  |                                  |                                  |                                  |                                  |                                  |
|                                  | 50 922                           |                                  | ▼49 467                          |                                  |                                  |                                  |                                  |                                  |                                  |                                  |

| Национальный состав по переписи 2019 года | Национальный состав по переписи 2019 года | Национальный состав по переписи 2019 года | Национальный состав по переписи 2019 года | Национальный состав по переписи 2019 года | Национальный состав по переписи 2019 года | Национальный состав по переписи 2019 года | Национальный состав по переписи 2019 года | Национальный состав по переписи 2019 года | Национальный состав по переписи 2019 года | Национальный состав по переписи 2019 года | Национальный состав по переписи 2019 года | Национальный состав по переписи 2019 года |
| Всего (2019)                              | белорусы                                  | белорусы                                  | русские                                   | русские                                   | украинцы                                  | украинцы                                  | поляки                                    | поляки                                    | немцы                                     | немцы                                     | азербайджанцы                             | азербайджанцы                             |
| ----------------------------------------- | ----------------------------------------- | ----------------------------------------- | ----------------------------------------- | ----------------------------------------- | ----------------------------------------- | ----------------------------------------- | ----------------------------------------- | ----------------------------------------- | ----------------------------------------- | ----------------------------------------- | ----------------------------------------- | ----------------------------------------- |
| 53 478                                    | 49 952                                    | 93,41 %                                   | 2261                                      | 4,23 %                                    | 533                                       | 1 %                                       | 249                                       | 0,47 %                                    | 40                                        | 0,07 %                                    | 22                                        | 0,04 %                                    |
| 53 478                                    | цыгане                                    | цыгане                                    | молдаване                                 | молдаване                                 | татары                                    | татары                                    | грузины                                   | грузины                                   | армяне                                    | армяне                                    | чуваши                                    | чуваши                                    |
| 53 478                                    | 18                                        | 0,03 %                                    | 14                                        | 0,03 %                                    | 14                                        | 0,03 %                                    | 10                                        | 0,02 %                                    | 9                                         | 0,02 %                                    | 6                                         | 0,01 %                                    |
|                                           |                                           |                                           |                                           |                                           |                                           |                                           |                                           |                                           |                                           |                                           |                                           |                                           |
| Национальный состав по переписи 2009 года |                                           |                                           |                                           |                                           |                                           |                                           |                                           |                                           |                                           |                                           |                                           |                                           |
| Всего (2009)                              | белорусы                                  | белорусы                                  | русские                                   | русские                                   | украинцы                                  | украинцы                                  | поляки                                    | поляки                                    | немцы                                     | немцы                                     | цыгане                                    | цыгане                                    |
| 59 906                                    | 56 571                                    | 94,43 %                                   | 2199                                      | 3,67 %                                    | 553                                       | 0,92 %                                    | 316                                       | 0,53 %                                    | 20                                        | 0,03 %                                    | 20                                        | 0,03 %                                    |
| 59 906                                    | молдаване                                 | молдаване                                 | азербайджанцы                             | азербайджанцы                             | литовцы                                   | литовцы                                   | татары                                    | татары                                    | чуваши                                    | чуваши                                    | армяне                                    | армяне                                    |
| 59 906                                    | 16                                        | 0,03 %                                    | 15                                        | 0,03 %                                    | 14                                        | 0,02 %                                    | 13                                        | 0,02 %                                    | 13                                        | 0,02 %                                    | 9                                         | 0,02 %                                    |
| Национальный состав по переписи 1959 года |                                           |                                           |                                           |                                           |                                           |                                           |                                           |                                           |                                           |                                           |                                           |                                           |
| Всего (1959)                              | белорусы                                  | белорусы                                  | русские                                   | русские                                   | поляки                                    | поляки                                    | украинцы                                  | украинцы                                  | евреи                                     | евреи                                     |                                           |                                           |
| 53 211                                    | 49 423                                    | 92,88 %                                   | 2392                                      | 4,5 %                                     | 758                                       | 1,42 %                                    | 419                                       | 0,79 %                                    | 55                                        | 0,1 %                                     |                                           |                                           |

На 1 января 2021 года 17,1 % населения района было в возрасте моложе трудоспособного, 56 % — в трудоспособном, 26,9 % — старше трудоспособного. Коэффициент рождаемости в 2017 году — 10,4 (родилось 566 детей), смертности — 15,2 (умерло 828 человек). Уровень рождаемости в Ивацевичском районе один из самых низких в Брестской области (ниже только в Пружанском районе — 10,3). В 2020 году в районе было заключено 264 брака (5,0 на 1000 человек) и 141 развод (2,7).

## Экономика
В районе — 1084 индивидуальных предпринимателя, 204 юридических лица (на 1 июня 2011 года)
.
Промышленность района представлена 19 предприятиями:
- Головное предприятие ОАО «Ивацевичдрев»
- Ивацевичский филиал республиканского унитарного предприятия «Экран»
- ОАО «Ивацевичский льнозавод»
- ОАО «Квасевичская фабрика пуха и пера»
- ОАО «Ивацевичи агротехсервис»
- ГЛХП «Ивацевичский военный лесхоз»
- ГЛХУ «Ивацевичский лесхоз»
- ГЛХУ «Телеханский лесхоз»
- РУПП «Исправительное учреждение № 5»
- ОАО «Домановский производственно-торговый комбинат»
- ОАО «Коссовское мебельное производственное объединение»
- ПРУ торфопредприятие «Березовское»
- РУПП «Телеханский завод столярных изделий»
- РУП «Ивацевичский завод железобетонных изделий»
- Филиал Ивацевичского райпо «Комбинат кооперативной промышленности»
- РУЛП «Телеханы»
- УПП «Ивацевичский леспромхоз»
- Филиал № 2 СП «Профитсистем»
- Филиал Ивацевичского спиртзавода Брестского ликероводочного завода

Основные отрасли — лесная, лесохимическая, деревообрабатывающая, строительных материалов, топливная, пищевая.
Важнейшие виды выпускаемой продукции: топливные брикеты, пиломатериалы, живица сосновая, древесностружечные плиты, мебель, железобетон, стеновые материалы, паркет, лыжи, перопуховые изделия, товары бытовой химии, фены, двигатели малой мощности, казеин и другие.
В 2020 году средняя зарплата работников в районе составила 93,3 % от среднего уровня по Брестской области.
Выручка от реализации продукции, товаров, работ, услуг за 2020 год составила 626,2 млн рублей (около 250 млн долларов), в том числе 184,7 млн рублей пришлось на сельское, лесное и рыбное хозяйство, 311,7 млн на промышленность, 48,4 млн на строительство, 67,1 млн на торговлю и ремонт.

### Сельское хозяйство
В 2020 году сельскохозяйственные организации района собрали 67,7 тыс. т зерновых и зернобобовых культур при урожайности 30,7 ц/га, 23,4 тыс. т сахарной свёклы при урожайности 309 ц/га. Под зерновые культуры в 2020 году было засеяно 22,2 тыс. га пахотных площадей, под сахарную свёклу — 0,9 тыс. га, под кормовые культуры — 25,5 тыс. га.
На 1 января 2021 года в сельскохозяйственных организациях района содержалось 56,7 тыс. голов крупного рогатого скота, в том числе 19,3 тыс. коров. В 2020 году сельскохозяйственные организации района реализовали 7,7 тыс. т мяса скота и птицы и произвели 113,2 тыс. т молока.

## Транспорт
По территории района проходит железная дорога Брест — Минск. Расстояние до Минска — 200 км, до Бреста — 136 км.
| Автодороги проходящие через Ивацевичский район            | Обозначения |
| --------------------------------------------------------- | ----------- |
| Брест (Козловичи) — граница Российской Федерации (Редьки) | М1 E 30     |
| Столбцы — Ивацевичи — Берёза — Кобрин                     | Р2          |
| Ивацевичи — Логишин — Пинск — Столин                      | Р6          |
| Ивацевичи — Коссово — Ружаны — Скидель                    | Р44         |

## Культура и образование
В районе имеется 106 учреждений культуры: 3 городских Дома культуры, 19 сельских Домов культуры, 19 сельских клубов, 5 детских музыкальных школ, 3 кинотеатра.
В 2016 году в Ивацевичском районе действовала 31 публичная библиотека с фондом 501,6 тыс. экземпляров книг и журналов. Численность пользователей составила 21,1 тыс. человек, было выдано 410,1 тыс. экземпляров книг и журналов.
В районе действуют два музея — Ивацевичский историко-краеведческий музей и Мемориальный музей-усадьба Тадеуша Костюшко (Коссово, Меречёвщина). В этих музеях насчитывалось соответственно 4956 и 388 музейных предметов основного фонда, в 2016 году их посетили 16,7 и 21,3 тыс. человек соответственно. 
По состоянию на 2007 год функционировали 82 учреждения образования: УО «Ивацевичское ГПТУ-162 сельскохозяйственного производства», лицей, 27 средних и 9 базовых школ, 2 школы-сада, 2 начальных школы, 3 УПК, 3 внешкольных учреждения, 32 дошкольных учреждения, центр коррекционного развития, социальный приют. В 2020 году в районе насчитывалось 30 учреждение дошкольного образования, которые обслуживали 2005 детей. В 30 школах в 2020/2021 учебном году обучались 6183 ребёнка, учебный процесс обеспечивал 851 учитель.
В УО «Ивацевичское ГПТУ-162 сельскохозяйственного производства» ежегодно обучается около 600 учащихся. Обучение проводится по следующим специальностям: слесарь по ремонту сельскохозяйственных машин, тракторист-машинист сельскохозяйственного профиля, водитель, электромонтёр по ремонту и обслуживанию электрооборудования, электросварщик, электрогазосварщик, садовод, овощевод, швея, портной, повар, лесник, оператор машинного доения.
В деревне Бобровичи расположен частный краеведческий музей Вениамина Бычковского. Музей хранит предметы быта полесской цивилизации, в нём представлены каменные скребки возрастом 9000 лет, предметы древнего быта, а также более молодые артефакты — монеты и украшения от XVI до XX веков.
В заказнике республиканского значения «Выгонощанское» в Ивацевичском районе расположен музей-хата полешука. Использован аутентичный дом 1921 года постройки.
Мемориальный комплекс партизанской славы «Хованщина» — филиал государственного учреждения культуры «Ивацевичский историко-краеведческий музей». Расположен в 3 км на юг от деревни Корочин, в урочище Хованщина.

## Достопримечательности
- Музей-усадьба Анджея Тадеуша Бонавентуры Костюшко в урочище Меречёвщина около Коссовского дворца
- Дворец Пусловских («Коссовский замок») в Коссово
- Троицкий костёл (1878 г.) в Коссово
- Антониевская церковь (1868 г.) в Коссово
- Фрагменты усадьбы в Юголин
- Церковь Св. Николая (1874 г.) в Добромысль
- Церковь Св. Анны в Любищицы
- Церковь Св. Михаила Архангела в Оброво
- Деревянная церковь Рождества Богородицы (1925 г.) в Глинная
- Почтовая станция в Нехачево
- Спасо-Преображенская церковь в Мироним
- Ильинская церковь в Белавичи
- Успенская церковь в Бусяж
- Церковь Георгия Победоносца в Альба

### Памятник природы, заказник
- Новинская хвоя — 270-летняя сосна, ботанический памятник природы местного значения
- Выгонощанское — ландшафтный заказник республиканского значения (частично Ганцевичский и Ляховичский районы)
- «Дуб и сосна» — ботанический памятник природы местного значения
- «Борецкий» — заказник местного значения

## Галерея
- Троицкий костёл в Коссово
- Антониевская церковь в Коссово
- Почтовая станция в Нехачево
- Спасо-Преображенская церковь в Мироним
- Ильинская церковь в Белавичи
- Успенская церковь в Бусяж
- Церковь Георгия Победоносца в Альба

## СМИ
Издаётся районная газета «Івацэвіцкі веснік».